# Плацентарний бар'єр
Плацентарний бар'єр — біологічна мембрана, що відокремлює кров матері від крові ембріона і плода.
При введені лікарського препарату вагітним жінкам, плацента є не тільки захисною оболонкою плода, але й сама по собі є потенційною мішенню для їх терапевтичних і побічних ефектів. Препарати зазвичай дають вагітним жінкам для лікування матері, але можуть використовуватися для лікування патологічних станів плода або плаценти.

## Зміни проникності плаценти на різних стадіях вагітності
Протягом більшої частини першого триместру вагітності материнський кровотік до плаценти обмежений, а обмін між матір’ю та плодом відбувається через екстрацеломічну рідину. До 12 тижнів вагітності екзоцеломічна порожнина зникає, амніотична порожнина заповнює всю порожнину матки, а материнська кров перфузує плаценту. У термін кровопостачання плаценти матері становить приблизно 30% її серцевого викиду, тому введені лікарські препарати будуть легше проходити повз плацентарний бар'єр. 

## Пасивна дифузія
Пасивна дифузія є переважаючим шляхом, за допомогою якого багато ліків проникають через плаценту, і стосується переважно гідрофобних молекул менше 600 Да. Препарати з високою молекулярною масою, такі як інсуліни та гепарини, не транспортуються до плоду у значних кількостях. Рівень рН плазми плода нижчий, ніж у матері, на 0,1 одиниці рН, і слабоосновні препарати можуть накопичуватися в плоді, особливо під час дистресу плода та ацидозу.
Плацентарний кровотік збільшується під час вагітності, і, разом зі збільшенням площі поверхні плаценти та зменшенням товщини трофобласта, може призвести до прискореної пасивної дифузії ліків у міру прогресування вагітності.

## Полегшена дифузія
Полегшена дифузія в плаценті опосередковує поглинання гормонів і поживних речовин із крові матері плодом і видалення метаболітів назад у кров матері, а також беруть участь у гомеостазі самої тканини плаценти.
Поживні речовини та інші необхідні сполуки можуть переноситися через апікальні та базолатеральні мембрани синцитіотрофобластів субстратно-специфічні білки, які є, наприклад, залученими у перенесення фолієвої кислоти (вітамін B9). Хоч складові полегшеною дифузії не є значним способом перенесення лікарського препарату у плаценту, білки-транспортери можуть бути ціллю для лікарського препарату. Наприклад, субстрати транспортера амінокислот L-типу (LAT1; SLC7A5) включають, окрім тиреоїдних гормонів, габапентин, мелфалан, баклофен, метилдопу та метилтирозин. Було показано, що плацентарні носії відіграють ключову роль у розподілі багатьох інших сполук, необхідних для розвитку плоду та функції плаценти, таких як моноамінонуклеозиди та карнітин.

## Ендоцитоз та екзоцитоз
Ендоцитоз складається з кількох механізмів, включаючи піноцитоз, фагоцитоз та опосередкований рецепторами ендоцитоз.
Швидкість транспорту за допомогою ендоцитозу визначається декількома факторами, включаючи плинність мембрани, рухливість везикул у цитозолі та, у випадку опосередкованого рецептором ендоцитозу, типами рецепторів на мембрані. Наприклад, плацентарними рецепторами є  рецептор альфа (FOL1) і мегалін. Мегалін (LRP2) найбільш інтенсивно експресується на апікальній поверхні епітеліальних клітин ниркових проксимальних канальців і бере участь в ендоцитозі вітаміну B12. Мегалін-опосередкований ендоцитоз вважається основним механізмом накопичення та токсичності аміноглікозидів у нирках.